# (3607) Naniwa
(3607) Naniwa es un asteroide perteneciente al cinturón de asteroides, descubierto el 18 de febrero de 1977 por Hiroki Kosai y su compañero astrónomo Kiichirō Furukawa desde el Observatorio Kiso, Monte Ontake, Japón.

## Designación y nombre
Designado provisionalmente como 1977 DO4. Fue nombrado Naniwa en homenaje a “"Naniwa", era el antiguo nombre de Osaka, donde Kiichiro Furukawa vivió durante su juventud.